# متلازمة انقطاع السويقة النخامية
متلازمة انقطاع السويقة النخامية (بالإنجليزية: Pituitary stalk interruption syndrome)‏ (PSIS) هي اضطراب خلقي يتميز بثلاثية من سويقة نخامية غائبة أو رقيقة للغاية، وغدة نخامية خلفية غائبة أو منتبذة و/أو غدة نخامية أمامية غائبة أو ناقصة التنسج.

## الأعراض
قد يتظاهر الأفراد المصابون بهبوط غلوكوز الدم عند حديث الولادة، أو تأخر النمو خلال الطفولة (الذين شُخصوا خلال فترة حديث الولادة عادة ما يكونوا مصابين بالشكل الشديد من الاضطراب). تعتبر متلازمة انقطاع السويقة النخامية سبب شائع لقصور النخامة الخلقي، وتسبب عوز هرمون النمو بشكل دائم. قد يتظاهر بعض الأفراد المصابين بمتلازمة انقطاع السويقة النخامية أيضاً بنقص تنسج الكظر (5-29%)، والبوال التفه (5-29%) وانقطاع الطمث البدئي (5-29%)، وقصور الدرق (30-79%)، وفشل النمو (80-99%)، وخلل تنسج الحاجز البصري (5-29%)، وفقر دم فانكوني. قد تكون متلازمة انقطاع السويقة النخامية معزولة أو عادة مترافقة مع تشوهات خارج النخامة.
قد تشمل أعراض متلازمة انقطاع السويقة النخامية عند حديثي الولادة ما يلي:
- هبوط سكر الدم (30-79%)
- اليرقان (المطول)
- صغر القضيب (30-79%)
- خصية هاجرة (5-29%)
- اضطرابات النمو المحددة
- الوفاة في مرحلة الطفولة (5-29%)
- التشوهات الخلقية

قد تشمل أعراض متلازمة انقطاع السويقة النخامية في مرحلة الطفولة المتأخرة ما يلي:
- قصر القامة (80-99%)
- اختلاجات (5-29%)
- انخفاض ضغط الدم
- تأخر التطور العقلي
- تأخر البلوغ (30-79%)

ترتبط متلازمة انقطاع السويقة النخامية بارتفاع معدلات حدوث الولادة المقعدية، والولادة القيصرية، و/أو انخفاض مشعر أبغار، ويعتبر عادة ما سبق عقابيل أكثر من كونها أسباباً.

## الأسباب
السبب وراء هذه الحالة غير معروف حتى الآن. قد تتسبب الطفرات الجينية النادرة في حدوث حالات عائلية، إلا أن هذه الحالات لا تمثل سوى أقل من 5% من الحالات.

## التشخيص
يؤكد التشخيص من خلال التصوير بالرنين المغناطيسي.

## التدبير
يجب بدء العلاج بمجرد تشخيص المرض لتجنب الاختلاطات، ويتجلى العلاج بالتعويض الهرموني، خاصة هرمون النمو.

## الإنذار
يكون الإنذار جيد بشكل عام في حالات التشخيص والعلاج الباكر. قد يؤدي التأخر في التشخيص أو العلاج لحدوث اختلاجات (بسبب هبوط غلوكوز الدم)، أو انخفاض ضغط الدم (بسبب عوز الكورتيزول)، و/أو الإعاقة الذهنية (بسبب قصور الدرق). بسبب العوامل المذكورة أعلاه، فإن معدلات المراضة والوفيات أعلى من عامة السكان، خاصة خلال العامين الأولين من الحياة.

## الوبائيات
إن معدل انتشار متلازمة انقطاع السويقة النخامية غير معروف، ومع ذلك، تم الإبلاغ عن حوالي 1000 حالة إما مع أو بدون الثالوث الكامل.